# Bahnstrecke Tuzsér–Batjowo
| Streckennummer: | MÁV: 100FL, 100DM |                                    |                                    |
| Kursbuchstrecke (MÁV): | —                 |                                    |                                    |
| Streckenlänge: | 20 km             |                                    |                                    |
| Spurweite: | 1435/1520 mm      |                                    |                                    |
| Streckenklasse: | D4                |                                    |                                    |
| Streckengeschwindigkeit: | 40 km/h           |                                    |                                    |
| Zugbeeinflussung: | —                 |                                    |                                    |
| |                   |                                    |                                    |
| \| \| 0,0 \| Tuzsér \| Nyíregyháza–Tschop \| \| \| 0,0 \| Tuzsér (sz.) \| Komoró (sz.)–Záhony \| \| \| 1,0 \| Eperjeske elágazás (sz.) \| Eperjeske elágazás (sz.) \| \| \| \| Eperjeske-Átrakó \| \| \| \| \| \| \| \| \| \| \| \| \| \| \| nach Mándok \| \| \| \| \| von Tornyospálca-Átrakó (sz.) rh. \| \| \| \| \| von Mándok \| \| \| \| \| Carei–Záhony \| \| \| \| 4,7 \| Eperjeske-Rendező (sz.) \| Eperjeske-Rendező (sz.) \| \| \| 5,6 \| Eperjeske-Rendező \| Eperjeske-Rendező \| \| \| \| \| \| \| \| \| \| \| \| \| 9,6 \| Theiß, Staatsgrenze Ungarn–Ukraine \| Theiß, Staatsgrenze Ungarn–Ukraine \| \| \| \| \| \| \| \| 11,3 \| Solowka (Соловка) \| Solowka (Соловка) \| \| \| \| \| \| \| \| \| Čaronda \| \| \| \| \| \| \| \| \| \| von Tschop \| \| \| \| 20,2 \| Batjowo (Батьово) \| Batjowo (Батьово) \| \| \| \| nach Korolewo \| \| \| \| \| nach Lwiw \| \| \| \| \| \| \| \| 1435 mm 1520 mm 1435/1520 mm \| \| \| \| \| Quellen: [1][2][3][4][5] \| \| \| \| |                   |                                    |                                    |
| U-Bahn-Abzweig quer und von rechts · U-Bahn-Bahnhof quer · U-Bahn-Abzweig quer und von rechts | 0,0               | Tuzsér                             | Nyíregyháza–Tschop                 |
| U-Bahn-Kreuzung mit Eisenbahn · Dienststation / Betriebs- oder Güterbahnhof quer · U-Bahn-Kreuzung mit Eisenbahn | 0,0               | Tuzsér (sz.)                       | Komoró (sz.)–Záhony                |
| U-Bahn-Strecke · Blockstelle geradeaus oben, links, Streckenende und mit Tunnelstrecke | 1,0               | Eperjeske elágazás (sz.)           | Eperjeske elágazás (sz.)           |
| U-Bahn-Dienststation / Betriebs- oder Güterbahnhof mit Eisenbahn Streckenende · Strecke nach links |                   | Eperjeske-Átrakó                   | Eperjeske-Átrakó                   |
| |                   |                                    |                                    |
| U-Bahn-Verschwenkung von links · Verschwenkung von rechts |                   |                                    |                                    |
| U-Bahn-Abzweig geradeaus und ehemals nach rechts · Strecke |                   | nach Mándok                        | nach Mándok                        |
| U-Bahn-Kreuzung mit Eisenbahn · Abzweig geradeaus und von rechts |                   | von Tornyospálca-Átrakó (sz.) rh.  | von Tornyospálca-Átrakó (sz.) rh.  |
| U-Bahn-Abzweig geradeaus und von rechts · Strecke |                   | von Mándok                         | von Mándok                         |
| U-Bahn-Kreuzung geradeaus oben · Kreuzung mit U-Bahn geradeaus oben |                   | Carei–Záhony                       | Carei–Záhony                       |
| U-Bahn-Strecke · Dienststation / Betriebs- oder Güterbahnhof | 4,7               | Eperjeske-Rendező (sz.)            | Eperjeske-Rendező (sz.)            |
| U-Bahn-Dienststation / Betriebs- oder Güterbahnhof · Strecke | 5,6               | Eperjeske-Rendező                  | Eperjeske-Rendező                  |
| U-Bahn-Verschwenkung nach links · Verschwenkung nach rechts |                   |                                    |                                    |
| Strecke nach links |                   |                                    |                                    |
| | 9,6               | Theiß, Staatsgrenze Ungarn–Ukraine | Theiß, Staatsgrenze Ungarn–Ukraine |
| Strecke nach links |                   |                                    |                                    |
| Dienststation / Betriebs- oder Güterbahnhof geradeaus oben, links, Streckenende und mit Tunnelstrecke | 11,3              | Solowka (Соловка)                  | Solowka (Соловка)                  |
| U-Bahn-Verschwenkung von links · Verschwenkung von rechts |                   |                                    |                                    |
| U-Bahn-Brücke über Wasserlauf · Brücke über Wasserlauf |                   | Čaronda                            | Čaronda                            |
| U-Bahn-Verschwenkung nach links · Verschwenkung nach rechts |                   |                                    |                                    |
| Abzweig geradeaus, von links, von links und Tunnelende |                   | von Tschop                         | von Tschop                         |
| Bahnhof geradeaus oben, links, Streckenende und mit Tunnelstrecke | 20,2              | Batjowo (Батьово)                  | Batjowo (Батьово)                  |
| Abzweig geradeaus, nach rechts und nach links |                   | nach Korolewo                      | nach Korolewo                      |
| Strecke nach links |                   | nach Lwiw                          | nach Lwiw                          |
| |                   |                                    |                                    |
| 1435 mm 1520 mm 1435/1520 mm |                   |                                    |                                    |
| Quellen: |                   |                                    |                                    |

Die Bahnstrecke Tuzsér–Batjowo ist eine Eisenbahnverbindung zwischen Ungarn und der Ukraine, die nur im Güterverkehr genutzt wird. Auf der nicht elektrifizierten Strecke im Komitat Szabolcs-Szatmár-Bereg und der Oblast Transkarpatien verlaufen Normalspur und russische Breitspur teilweise parallel, teilweise als Vierschienengleis, sodass sie von Zügen beider Spurweiten befahren werden kann.

## Geschichte
Die Bahnstrecke wurde 1964 zur Entlastung des Grenzüberganges in die Sowjetunion zwischen Záhony und Tschop (Чоп) an der bereits seit 1873 bestehenden Bahnstrecke Nyíregyháza–Tschop angelegt. Auf dieser war der Güterverkehr nach dem Zweiten Weltkrieg stark angestiegen, zudem baute die Sowjetunion ihre Eisenbahnstrecken konsequent auf die russische Breitspur von 1520 Millimetern um, sodass im Grenzbahnhof Záhony umfangreiche Verlade- und Umspuranlagen errichtet wurden.

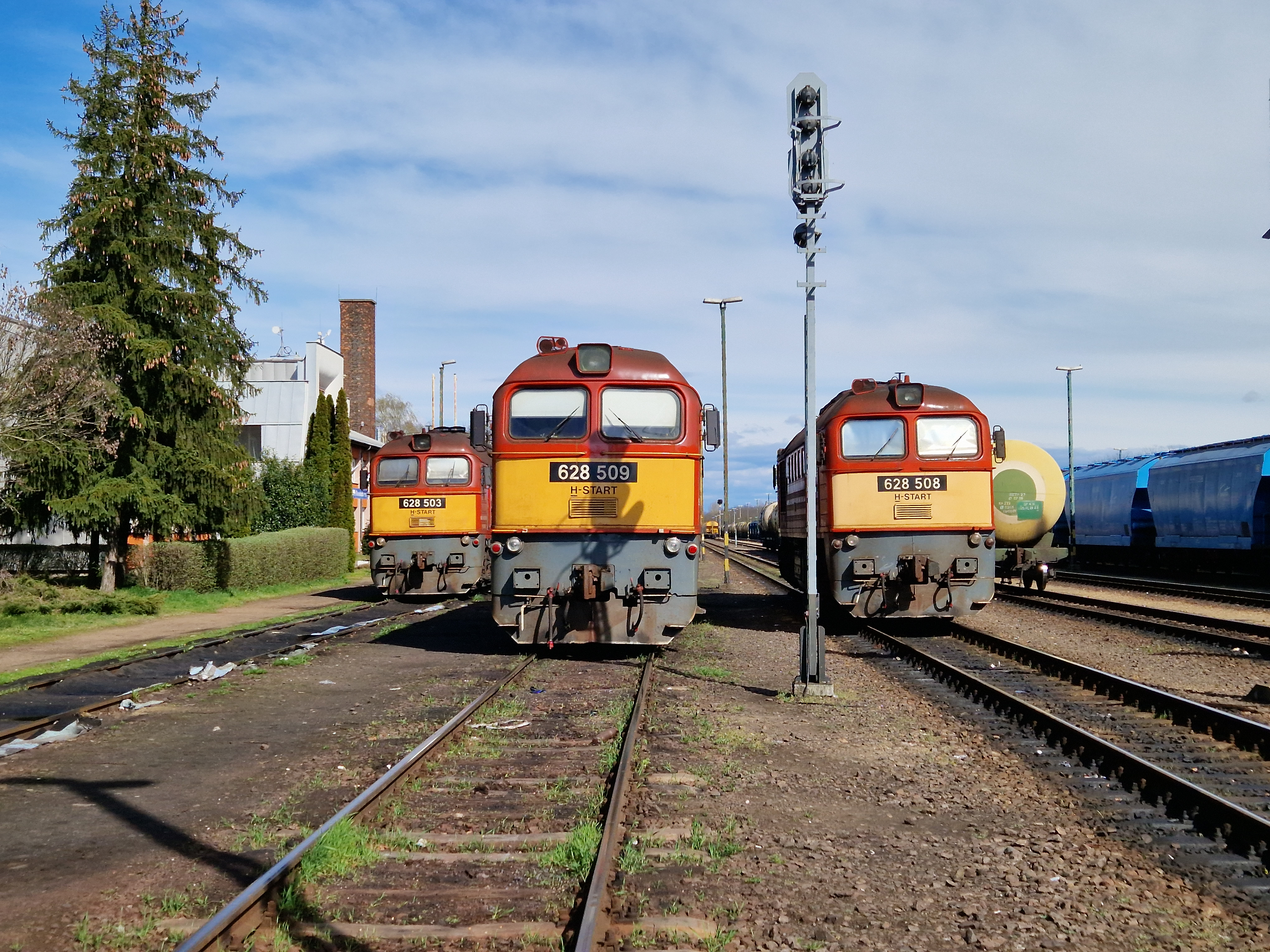
M62.5 mit Mittelpufferkupplung SA-3 (2023)

An der neuen Strecke wurden der Rangierbahnhof Eperjeske-Rendező sowie der Umschlagbahnhof Eperjeske-Átrakó in Betrieb genommen. Auf diesem kommen zum Verladen zwischen den Güterwagen der beiden Spurweiten Kräne sowie ein 1973 erbauter Umladebunker zum Einsatz, bei dem von den oberen Breitspurgleisen Schüttgüter auf die darunterliegenden Normalspurgleise abgekippt werden. Nach der Nuklearkatastrophe von Tschernobyl 1986 wurden zudem Strahlungsmessgeräte installiert.
Für den Betrieb auf den Breitspurgleisen beschaffte die MÁV in den 1960er Jahren mehrere Diesellokomotiven der Baureihe M40.5 sowie in den 1970er Jahren der Baureihe M62.5 in breitspuriger Ausführung. Seit dem Zerfall der Sowjetunion im Jahr 1991 liegt Batjowo (Батьово) in der Ukraine; das Verkehrsaufkommen ging bis Mitte der 1990er Jahre stark zurück.

## Verlauf
Das Normalspurgleis der Strecke beginnt in Tuzsér an der Bahnstrecke Nyíregyháza–Tschop, das Breitspurgleis im Bahnhof Tuzsér (sz.) an der parallelen Breitspurbahn nach Záhony. Nach der Breitspurbahn-Abzweigstelle Eperjeske elágazás (sz.) münden die beiden Spurweiten in ein Vierschienengleis und verlaufen nach Osten, fädeln aber nach einem Kilometer wieder aus, da der anschließende Rangierbahnhof Eperjeske-Rendező wieder zwei separate Bahnhofsteile besitzt. Nach dem Rangierbahnhof verlaufen beide Spurweiten wieder gemeinsam in östlicher Richtung und passieren bei Tiszaszentmárton den Grenzfluss Theiß.
Ab Solowka (Соловка), dem ersten Bahnhof auf ukrainischer Seite, führen die Gleise auf etwa vier Kilometern parallel, bis sie gemeinsam in den Bahnhof Batjowo münden und die Normal- und Breitspurgleise dann jeweils mit denen der Bahnstrecke Lwiw–Stryj–Tschop zusammengeführt werden. Alle von Batjowo ausgehenden Strecken besitzen Vierschienengleise, wodurch für Züge auf Normalspur in Richtung Westen eine Befahrung über Tschop bis in die Slowakei möglich ist und in Richtung Südosten bis Korolewo an der rumänischen Grenze. In Richtung Nordosten endet das gemeinsame Gleis in Mukatschewo.

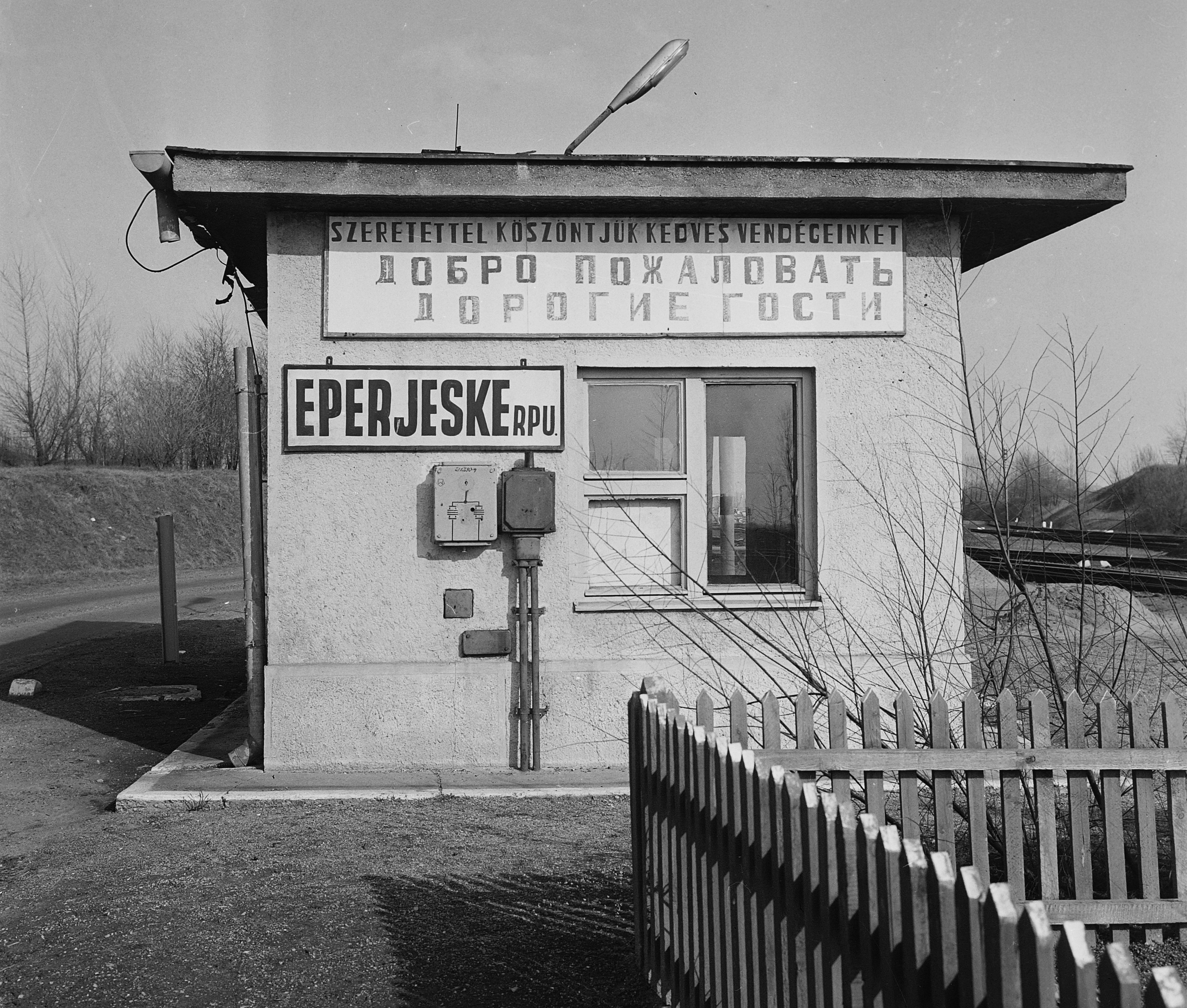
Bahngebäude mit Willkommensschild in Ungarisch und Russisch am Rangierbahnhof Eperjeske-Rendező (1977)
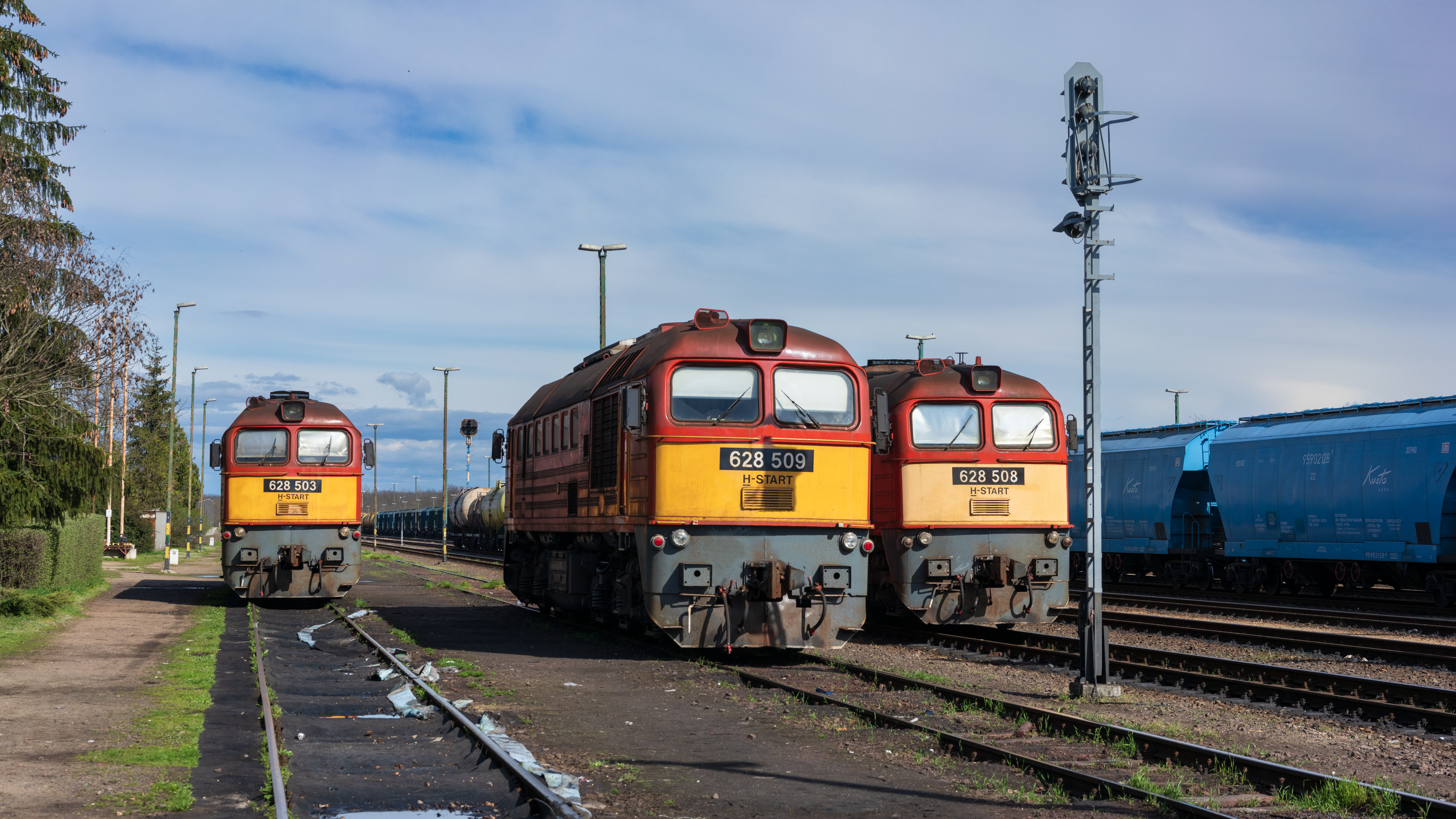
M62.5 in Eperjeske-Rendező (sz.) (2023)
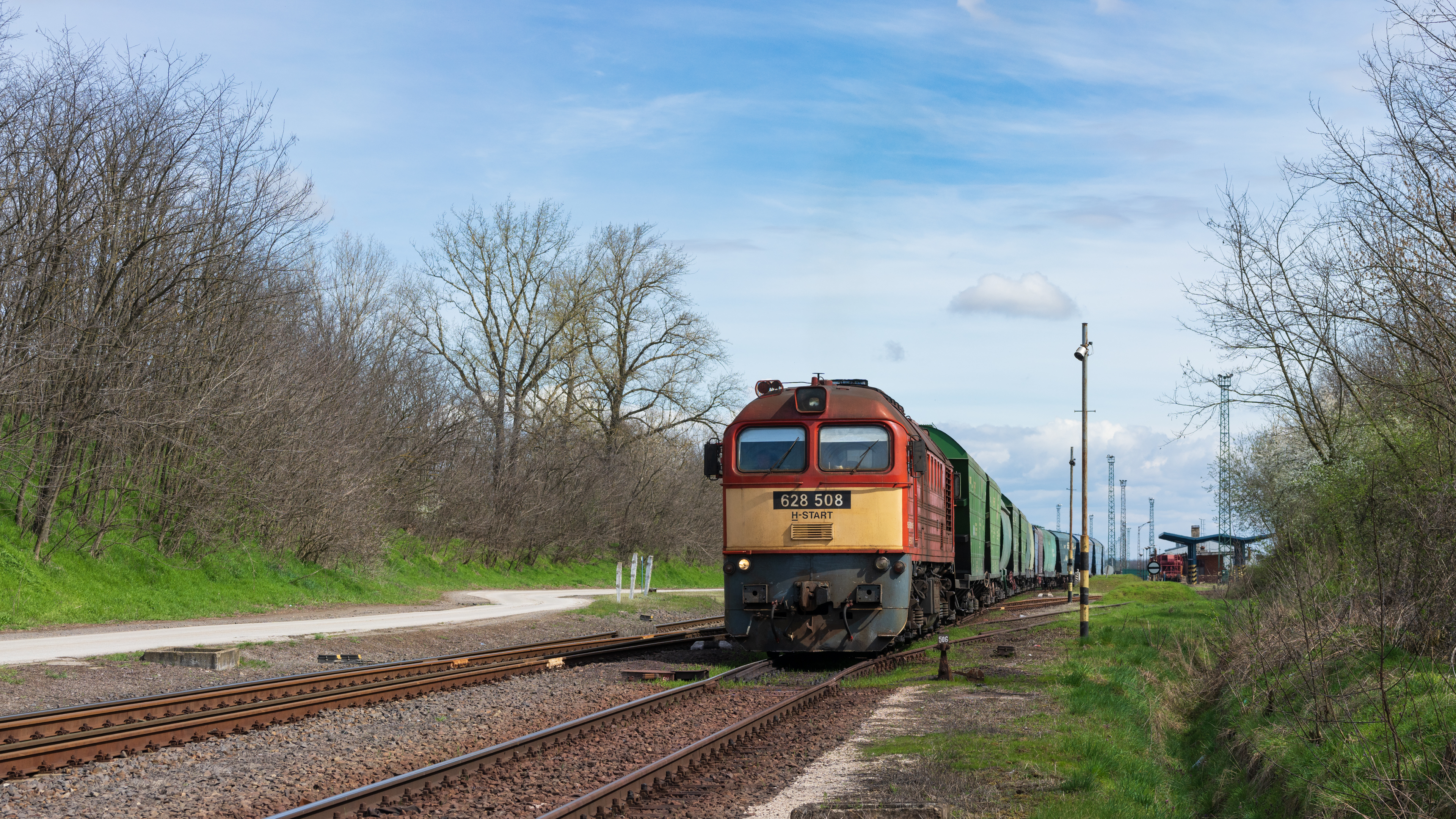
M62.5 beim Rangieren von Breitspurwagen (2023)
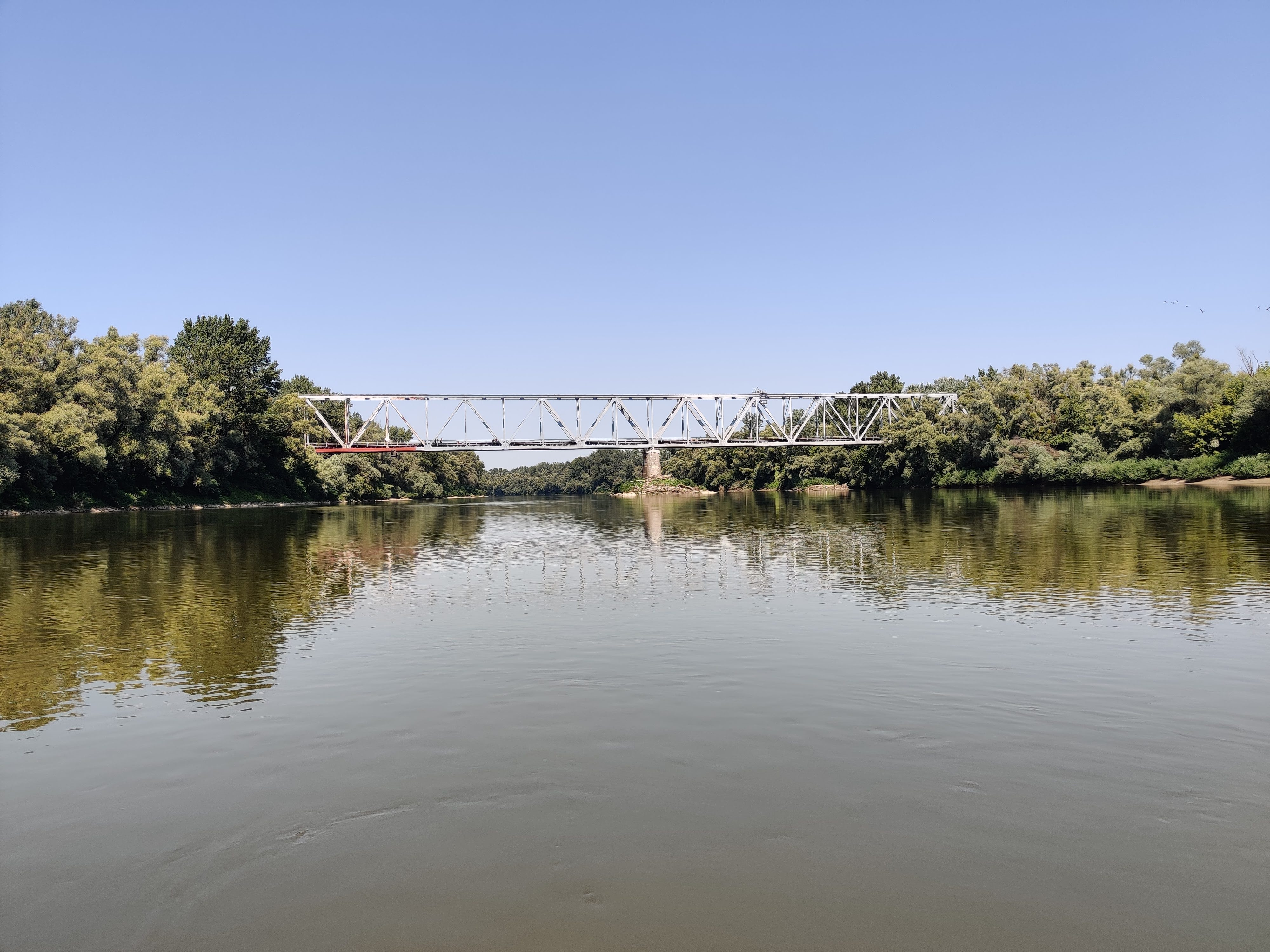
Grenzbrücke über die Theiß (2021)
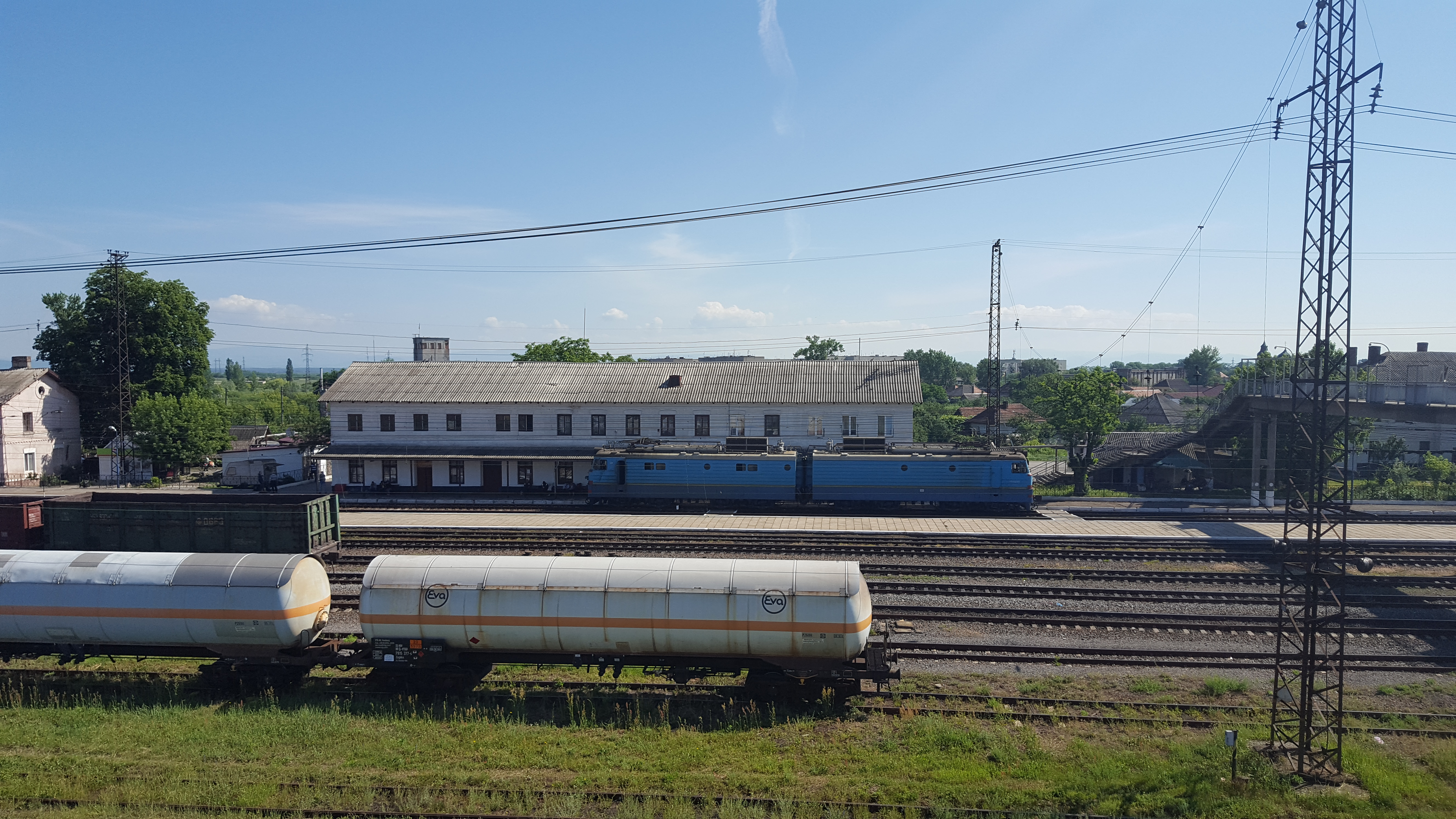
Bahnhof Batjowo (2016)